# Базенкур сир Епт
Базенкур сир Епт (фр. Bazincourt-sur-Epte) насеље је и општина у северној Француској у региону Горња Нормандија, у департману Ер која припада префектури Andelys.
По подацима из 2011. године у општини је живело 713 становника, а густина насељености је износила 64,82 становника/km². Општина се простире на површини од 11 km². Налази се на средњој надморској висини од 65 метара (максималној 139 m, а минималној 52 m).

## Демографија
| 1962. | 1968. | 1975. | 1982. | 1990. | 1999. | 2011. |
| ----- | ----- | ----- | ----- | ----- | ----- | ----- |
| 288   | 310   | 316   | 354   | 496   | 578   | 713   |

График промене броја становника у току последњих година